# Davide Soliani
Davide Soliani (...) è un autore di videogiochi e fotografo italiano, noto per aver diretto la serie Mario + Rabbids presso Ubisoft Milano, dove ha lavorato per oltre vent'anni fino al 2024.

## Biografia
Davide Soliani ha iniziato la sua carriera come game designer presso Ubisoft Milano nel 1999. Il suo primo progetto è stato lo sviluppo della versione per Game Boy Color di Rayman, pubblicata nel 2000. Successivamente ha lavorato a Rayman M e alla sua versione americana, Rayman Arena.
Nel corso della sua carriera, Soliani ha ricoperto il ruolo di direttore creativo per i videogiochi Mario + Rabbids Kingdom Battle e Mario + Rabbids Sparks of Hope, entrambi frutto della collaborazione tra Ubisoft e Nintendo. In particolare, il terzo contenuto scaricabile (DLC) di Sparks of Hope, intitolato Rayman in the Phantom Show, ha visto il ritorno di Rayman come personaggio principale, elemento particolarmente significativo per Soliani, legato storicamente al franchise.
Nel 2023, poco prima dell'uscita del DLC Rayman in the Phantom Show, ha lasciato un messaggio alla comunità annunciando la presenza di un messaggio segreto nascosto al completamento del contenuto al 100%, dichiarando inoltre la sua volontà di "riportare Rayman alla gloria che merita".
Il 24 luglio 2024 ha annunciato la sua uscita da Ubisoft, dopo una collaborazione durata oltre vent'anni.
Nell'ottobre 2024 ha fondato il nuovo studio indipendente Day 4 Night Studios insieme a Christian Cantamessa, con sedi a Milano e Los Angeles. Il team, supportato da Krafton e 1Up Ventures, è al lavoro su una nuova proprietà intellettuale originale. Tra i collaboratori figurano ex sviluppatori di Just Dance, Ghost Recon, Star Wars e Mario + Rabbids.
Oltre alla sua carriera nel settore dei videogiochi, Davide Soliani è anche un fotografo. Ha sviluppato un portfolio fotografico che include progetti come "Streets of Japan", "Pryp'yat' – Chernobyl" e "Just Dance". Il suo lavoro fotografico è stato riconosciuto anche da gallerie artistiche. Ad esempio, la Blue Koi Gallery lo ha presentato come artista in evidenza, evidenziando la sua opera "Hidden Misty River" e il suo approccio riflessivo alla fotografia.

## Videogiochi
| Anno | Titolo                                                           | Ruolo di Davide Soliani          |
| ---- | ---------------------------------------------------------------- | -------------------------------- |
| 1999 | Rayman (versione Game Boy Color)                                 | Game designer                    |
| 2001 | Rayman M / Rayman Arena                                          | Game designer                    |
| 2013 | Rayman Legends                                                   | Creative director, game designer |
| 2015 | Mario + Rabbids: Kingdom Battle                                  | Director, co-creatore, designer  |
| 2017 | Mario + Rabbids: Kingdom Battle – Donkey Kong Adventure          | Director, co-creatore, designer  |
| 2020 | Mario + Rabbids Sparks of Hope                                   | Creative director, co-creatore   |
| 2023 | Mario + Rabbids Sparks of Hope: Rayman in the Phantom Show (DLC) | Creative director                |
| 2023 | Mario + Rabbids Sparks of Hope                                   | Creative director                |